# 黒羽亮一
黒羽 亮一（くろは りょういち、1928年〈昭和3年〉8月23日 - 2023年〈令和5年〉3月28日）は、日本の教育学者、社会学者。大学評価・学位授与機構名誉教授。東京市出身。

## 人物
1949年（昭和24年）3月、東京高等師範学校卒業。1952年（昭和27年）、東京大学文学部西洋史学科卒業。
1952年（昭和27年）、日本経済新聞社に入社、社会部記者・社会部長・論説委員など歴任し、1986年（昭和61年）退社。その後、筑波大学教育学系教授・大学研究センター長。臨時教育審議会で学位授与機関の創設に関与し、発足とともに審査研究部教授に就任。1997年（平成9年）に退官して同機構の名誉教授第1号となる。その後、常磐大学国際学部教授もつとめた。妻は藤原房子。
2023年（令和5年）3月28日、死去。94歳没。

## 著書
- 『素顔の戦後教育 取材メモから』学事出版、1974年
- 『入学試験 エリート選別の舞台裏』日本経済新聞社、1978年
- 『教育の原点をさぐる　黒羽亮一教育対談』学習研究社、1980年
- 『臨教審 どうなる教育改革』日本経済新聞社、1985年
- 『戦後大学政策の展開』玉川大学出版部、1993年
- 『学校と社会の昭和史』上・下 第一法規出版、1994年
- 『教科書問題と近現代史の読み方』上・下　教育開発研究所、1995年
- 『ジャーナリストからみた戦後高校教育史』学事出版、1997年
- 『大学政策改革への軌跡』玉川大学出版部、2002年
- 『波のまにまに八十年』双牛舎 2009
- 『波のまにまに八十年 続　教育記者回顧』双牛舎 2011
- 『波のまにまに八十年 続々　海軍史縁・地縁・人縁』双牛舎 2012
- 『波のまにまに八十年 4 ドイツ・東欧歴史の旅』双牛舎 2014

### 共編著
- 『進学作戦 父母と教師の入試対策』大石脩而共著 日本経済新聞社 日経新書 1965
- 『教育改革　展望と可能性』編　国土社、1984年
- 『日本の教育 第5巻 教育内容・方法の革新』牟田博光共編著 教育開発研究所 1990

## 論文
- 黒羽亮一